# ¡Leche con Carne!
¡Leche Con Carne! is het derde studioalbum van de Amerikaanse punkband No Use for a Name, uitgegeven in februari 1995. Het is tevens het eerste studioalbum dat de band liet uitgeven via hun nieuwe label, Fat Wreck Chords. De titel van het album is Spaans voor "melk met vlees."
De laatste track op het album, na drie minuten stilte, bevat een soort mix van covers van enkele bekende artiesten.

## Nummers
1. "Justified Black Eye" - 2:39
2. "Couch Boy" - 2:11
3. "Soulmate" - 3:07
4. "51 Days" - 2:13
5. "Leave It Behind"  	2:47
6. "Redemption Song" (cover van Bob Marley) - 2:38
7. "Straight from the Jacket" - 2:21
8. "Fields of Agony" - 2:24
9. "Fatal Flu" - 2:30
10. "Wood" - 1:25
11. "Alone" - 2:09
12. "Exit" - 9:03

## Band
- Tony Sly - zang, gitaar
- Ed Gregor - gitaar
- Steve Papoutsis - basgitaar
- Rory Koff - drums